# Infiniti QX60
El Infiniti QX60 es parte del Segmento E de las crossover, cuenta con 3 filas de asientos con una capacidad para 7 pasajeros. En 2014 se introdujo una versión híbrida. 